# Jean-Samuel Raobelina
Jean-Samuel Raobelina MS (* 27. Juni 1928 in Ambositra; † 30. Juni 2001) war römisch-katholischer Bischof von Tsiroanomandidy.

## Leben
Jean-Samuel Raobelina trat der Ordensgemeinschaft der Missionare Unserer lieben Frau von La Salette bei und empfing am 21. März 1959 die Priesterweihe.
Papst Paul VI. ernannte ihn am 27. April 1978 zum Bischof von Quilmes. Der Erzbischof von Antananarivo, Victor Kardinal Razafimahatratra SJ, weihte ihn am 9. Juli desselben Jahres zum Bischof; Mitkonsekratoren waren Jean-Guy Rakodondravahatra MS, Bischof von Ihosy, und Francesco Vòllaro OSsT, Bischof von Ambatondrazaka. 